# Seututie 257
Pour les articles homonymes, voir Route 257.
La route régionale 257 (finnois : Seututie 257) est une route régionale allant de Lavia à Pori jusqu'à Kullaa à Ulvila en Finlande,,.

## Présentation
La seututie 257 est une route régionale de Satakunta.
La route 257 suit l'ancien tracé de la route nationale 11. 
La route serpente dans un paysage forestier et peu habité.